# USS Capelin (SS-289)
USS Capelin (SS-289) là một tàu ngầm lớp Balao và là con tàu duy nhất của Hải quân Hoa Kỳ được đặt tên theo loài cá trứng. Capelin chìm không rõ nguyên nhân vào tháng 12 năm 1943 với toàn bộ 76 thành viên thủy thủ đoàn. Đây là chiếc tàu ngầm thứ hai của lớp Balao bị bắn chìm và là một trong chín chiếc tàu ngầm của lớp bị mất trong Chiến tranh Thế giới thứ hai.

## Thiết kế và chế tạo

Capelin (phải) đang trong quá trình kiểm tra để chuẩn bị hạ thủy tại Xưởng Hải quân Portsmouth, 20 tháng 1 năm 1943. Chiếc nằm bên trái Capelin là Cisco.

Lớp Balao được người Mỹ có nhiều điểm tương đồng thiết kế của lớp Gato trước đó. Cải tiến nổi bật nhất của lớp Balao là người Mỹ sử dụng thép cường độ cao HTS, có độ dày và độ đàn hồi cao hơn hẳn so với loại thép được dùng làm vỏ tàu của các tàu ngầm lớp Gato, để làm vỏ tàu của các tàu ngầm lớp Balao. Chính nhờ điều này mà các tàu ngầm lớp Balao có thể lặn xuống độ sâu tối đa khoảng 200 mét, sâu hơn khoảng 30 mét so với độ sâu tối đa mà những tàu ngầm lớp Gato có thể lặn xuống, nhưng được hạ xuống còn 120 mét để đảm bảo sự an toàn của thủy thủ đoàn.
Hình dáng bên ngoài của lớp Balao cũng được thay đổi đáng kể. Hệ thống đảo thượng tầng và cột kính tiềm vọng đã được tối giản để giảm khả năng tàu bị phát hiện khi nổi trên mặt nước. Toàn bộ mái che đã được tháo bỏ khỏi đảo thượng tầng của các tàu ngầm lớp Balao để giảm độ nặng của tàu, và có thể lắp đặt thêm các khẩu pháo phòng không và mở rộng hệ thống radar và ăng ten phụ.
Capelin có chiều dài tổng thể là 95 mét, và có mức choán nước là 1.526 tấn Anh (1.550 tấn) khi nổi và 2.414 tấn Anh (2.453 tấn) khi lặn. Con tàu sử dụng bốn động cơ diesel chín xi lanh có piston đối đỉnh Fairbanks-Morse 38D8-1⁄8, kết hợp với bốn động cơ điện Ellitott, và hai ắc quy Sargo 126 cell. Hệ thống kết hợp này có ưu điểm lớn là các động cơ có thể tự hoạt động một cách độc lập với nhau trong bất kỳ tình huống nào, bao gồm trường hợp dùng chúng làm động cơ dẫn động máy phát điện và động cơ dẫn động trục chân vịt. Động cơ đầy của tàu có thể tạo ra mức công suất tối đa là 5.400 shp khi nổi, 2.740 shp khi lặn, đồng thời giúp con tàu đạt được tốc độ di chuyển tối đa là 20,25 knot khi nổi và 8,75 knot khi lặn. Capelin có tầm hoạt động là 11.000 hải lý khi nổi ở vận tốc 10 knot/giờ và có thể tác chiến tuần tra liên tục trong vòng 75 ngày.

Capelin trong buổi lễ hạ thủy, 20 tháng 1 năm 1943.

Capelin được lắp đặt 10 ống phóng ngư lôi 21-inch (sáu ống ở mũi tàu và bốn ống ở đuôi tàu) và mang tổng cộng 24 quả ngư lôi Mark 14. Con tàu được lắp đặt hệ thống điện tử TDC (Torpedo Data Computer), có thể xử lý dữ liệu thu được từ kính tiềm vọng hoặc sonar của tàu và cho ra những thông số chính xác về khoảng cách tới các mục tiêu, góc bắn và tốc độ di chuyển của tàu đối phương. Capelin được trang bị một khẩu hải pháo 4-inch (102 mm)/50 caliber ở phía trước đảo thượng tầng, hai pháo Oerlikon 20 mm ở phía trước và sau của đài chỉ huy, và hai khẩu súng máy hạng nặng M3 Browning không cố định (khi cần sẽ mang lên boong tàu sử dụng). Con tàu có thể mang được tối đa 40,88 tấn đạn dược các loại. Cảm biến điện tử của tàu bao gồm hệ thống Sonar QC, radar dò tìm mặt biển SJ, radar cảnh giới bầu trời SD, và kính tiềm vọng của tàu được tích hợp radar đo khoảng cách ST.
Capelin được đặt lườn tại Xưởng Hải quân Portsmouth ở Kittery, Maine vào ngày 14 tháng 9 năm 1942 và được hạ thủy vào ngày 20 tháng 1 năm 1943. Con tàu được đỡ đầu bởi Bà I. C. Bogart và nhập biên chế vào ngày 4 tháng 6 năm 1943, dưới sự chỉ huy của Thiếu tá Elliot E. Marshall.

## Lịch sử hoạt động

### Chiến tranh Thế giới thứ hai
Sau khi được đưa vào hoạt động, Capelin bắt đầu trải qua một loạt bài tập huấn luyện kéo dài 40 ngày về quy trình vận hành tàu ngầm khi lặn/nổi, cách tấn công, ẩn mình và kiểm soát thiệt hại, cũng như các đợt nâng cấp nhỏ lẻ khác. Ngày 3 tháng 9 năm 1943, Capelin rời New London và di chuyển về Trân Châu Cảng thông qua Kênh đào Panama. Con tàu gia nhập Hạm đội Thái Bình Dương Hoa Kỳ ở Trân Châu Cảng vào ngày 13 tháng 9 năm 1943 và được biên chế vào Hải đoàn 161, Hải đội Tàu ngầm 16 của Đệ Thất Hạm đội.

#### Chuyến tuần tra đầu tiên, Tháng 10 - Tháng 11 năm 1943

Thiếu tá Elliot E. Marshall, thuyền trưởng của USS Capelin (SS-289).

Sau khi hoàn thành các đợt huấn luyện tăng cường, Capelin rời Trân Châu Cảng vào ngày 30 tháng 10 năm 1943 và bắt đầu chuyến tuần tra đầu tiên ở vùng biển Molucca, Flores và Banda.
Ngày 11 tháng 11 năm 1943, Capelin phát hiện và tấn công một tàu vận tải Nhật Bản ở ngoài khơi Đảo Ambon lúc 12:28. Sau khi thu hẹp khoảng cách còn khoảng ba kilômét, Capelin bắn bốn quả ngư lôi về phía mục tiêu lúc 14:16. Gần hai phút sau, thủy thủ đoàn của Capelin thấy hai cột nước lớn bốc lên ở bên cạnh mục tiêu tấn công của họ. Tàu vận tải Kunitama Maru (3.127 tấn) - mục tiêu đầu tiên của Capelin, bị trúng hai quả ngư lôi vào giữa tàu và tạo ra một chuỗi vụ nổ lớn, trước khi gãy đôi và chìm ở tọa độ 3°05' Nam, 127°22' Đông. Vào chiều tối ngày hôm đó, Capelin tiếp tục tấn công và báo cáo bắn chìm một tàu vận tải không rõ tên (4.000 tấn) ở phía đông-bắc Đảo Kelang.
Ngày 15 tháng 11, Capelin rút khỏi khu vực và quay trở về Darwin để sửa chữa khẩn cấp sau khi phát hiện ra lỗi hỏng hóc ở cửa sập của tháp chỉ huy, cánh tà ngang của tàu xuất hiện những tiếng ồn lớn và radar gặp trục trặc. Con tàu cập bến Darwin vào ngày 16 và kết thúc chuyến tuần tra đầu tiên chỉ kéo dài 17 ngày.

#### Mất tích
Sau khi khắc phục được các lỗi phát sinh trên con tàu, Capelin bắt đầu chuyến tuần tra thứ hai vào ngày 17 tháng 11 năm 1943 ở vùng biển Mulcca và Celebes. Con tàu sau đó tập trung tuần tra ở Vịnh Kaoe, Eo biển Morotai, Vịnh Davao và các tuyến vận tải thương mại ở gần các đảo Siaoe, Sangi, Talaud và Sarangani.
Tàu ngầm USS Bonefish sau đó báo cáo phát hiện một tàu ngầm khác của Mỹ lúc 17:53 ở tọa độ 1°14' Bắc, 123°50' Đông vào ngày 2 tháng 12 năm 1943, tại khu vực tuần tra được giao cho Capelin lúc đó. Sau khi phát hiện ra Bonefish, chiếc tàu ngầm lạ kia bắt đầu lặn xuống. Thiếu tá Thomas W. Hogan, thuyền trưởng của Bonefish, đã cho đánh tín hiệu sonar với nội dung là "Steam" - biệt danh của thuyền trưởng Marshall, tới chiếc tàu ngầm kia, và được xác nhận hồi âm. Đó là tin liên lạc cuối cùng được truyền đi từ chiếc Capelin. Ngày 6 tháng 12, Capelin được lệnh quay trở về Fremantle, Úc, nhưng không được phía Capelin xác nhận hay đánh tín hiệu lại. Ngày 9 tháng 12 năm 1943, Bộ Chỉ huy Lực lượng Tàu ngầm ngừng duy trì im lặng radio và cố gắng liên lạc trực tiếp tới Capelin thông qua sóng radio, nhưng vẫn không nhận lại được bất kỳ hồi âm nào từ con tàu.
Theo báo cáo của Hải quân Đế quốc Nhật Bản, tàu rải mìn Wakataka đã tấn công và ghi nhận đánh chìm một mục tiêu được cho là tàu ngầm của Hoa Kỳ vào ngày 23 tháng 11 năm 1943 ở Vịnh Kaoe, Halmahera. Wakataka báo cáo sau đó đã thấy những vệt nước đen giống dầu nổi lên cùng với các mảnh vụn gỗ và một bè cứu sinh. Nhưng cuộc tấn công này diễn ra chín ngày trước lần liên lạc cuối cùng của Capelin với Bonefish. Theo Hải quân Hoa Kỳ, khả năng cao là Capelin đã bị chìm tại Biển Celebes hoặc Molucca vào tháng 12 năm 1943. Các khu vực này đã được quân Nhật rải mìn và thủy lôi dày đặc, và Capelin có thể đã bị trúng mìn ở đó.

## Khen thưởng
Capelin được tặng thưởng một Ngôi sao Chiến trận trong thời gian phục vụ ở Mặt trận Thái Bình Dương trong Chiến tranh Thế giới thứ hai. Capelin được ghi nhận bắn chìm một tàu vận tải 3.127 tấn trong chuyến tuần tra đầu tiên của tàu.

### Sách tham khảo
- Bauer, K. Jack; Roberts, Stephen S. (1991). Register of Ships of the U.S. Navy, 1775–1990: Major Combatants. Westport, Connecticut: Greenwood Press. ISBN 0-313-26202-0.
- Blair, Clay,Jr. (1976). Silent Victory: The U.S. Submarine War against Japan. New York: Bantam. ISBN 9780553010503.{{Chú thích sách}}:  Quản lý CS1: nhiều tên: danh sách tác giả (liên kết); also Naval Institute Press, March 2001, ISBN 978-1-55750-217-9
- Friedman, Norman (1995). U.S. Submarines through 1945: An Illustrated Design History. Annapolis. ISBN 978-1-55750-263-6.